# Alastair Robinson
Alastair S. Robinson ( 1980 ) es un botánico de campo inglés; editor científico y factual.

## Biografía
Recibió su B.Sc. de la University College London y su Ph.D. de la Universidad de Cambridge por su estudio de los mecanismos de control molecular espacio-temporal del desarrollo celular en plantas.
Sus otros intereses incluye a estapéliados (Apocynaceae), orquídeas terrestres, Ecología y Biología de la conservación. Ha llevado a cabo estudios a campo en el sur de Europa, Tanzania, Borneo, Filipinas.
Obras de interés general incluyen el tratamiento, en 2009, de Nepenthes y de Cephalotus, Pitcher Plants of the Old World Volume One, Pitcher Plants of the Old World Volume Two, siendo su principal editor, como así también como contribuyente a las secciones de discusión de especies individuales.
En 2007, fu coautor en describir a Nepenthes attenboroughii, una especie de planta carnívora que descubrieron con su colega británico el geógrafo, Stewart McPherson, y con el alemán Volker Heinrich.

## Algunas publicaciones
- stewart McPherson, alastair s. Robinson. 2012 (coauthor & ed.) Field Guide to the Pitcher Plants of Australia and New Guinea. Redfern Natural History Productions, RU

- -------------------------, -------------------------. 2012 (coautor & ed.) Field Guide to the Pitcher Plants of Peninsular Malaysia and Indochina. Redfern Natural History Productions, RU

- -------------------------, -------------------------. 2012 (coautor & ed.) Field Guide to the Pitcher Plants of Sumatra and Java. Redfern Natural History Productions, RU

- -------------------------, -------------------------. 2012 (coautor & ed.) Field Guide to the Pitcher Plants of Borneo. Redfern Natural History Productions, RU

- -------------------------, -------------------------. 2012 (coautor & ed.) Field Guide to the Pitcher Plants of Sulawesi. Redfern Natural History Productions, RU

- alastair s. Robinson, j. Nerz, a. Wistuba, m. Mansur, s. McPherson. 2011. Nepenthes lamii Jebb & Cheek, an emended description resulting from the separation of a two-species complex, and the introduction of Nepenthes monticola, a new species of highland Nepenthes from New Guinea. En: S.R. McPherson New Nepenthes: vol. One. Redfern Natural History Product. Poole. pp. 477–512

- -------------------------, ---------, -----------. 2011. Nepenthes epiphytica, a new Pitcher Plant from East Kalimantan. In: S.R. McPherson New Nepenthes: Volume One. Redfern Natural History Product. Poole. pp. 316–331

- f.s. Mey, l.h. Truong, d.v. Dai, alastair s. Robinson. 2011. Nepenthes thorelii, an emended description and novel ecological data resulting from its rediscovery in Tay Ninh, Vietnam. In: S.R. McPherson New Nepenthes: vol. One. Redfern Natural History Product. Poole. pp. 437–465

- stewart McPherson, g. Bourke, j. Cervancia, m. Jaunzems, e. Gironella, alastair s. Robinson, a. Fleischmann. 2011. Nepenthes leonardoi (Nepenthaceae), a new pitcher plant species from Palawan, Philippines. Carniflora Australis 8(1): 4–19

- a. Fleischmann, alastair s. Robinson, s. McPherson, v. Heinrich, e. Gironella, d.a. Madulid. 2011. Drosera ultramafica (Droseraceae), a new sundew species of the ultramafic flora of the Malesian highlands. — PDF Blumea 56(1): 10–15

- s.r. McPherson, a. Fleischmann, alastair s. Robinson. 2010. Carnivorous Plants and their Habitats vol. 1. Redfern Natural History Product. RU, 723 pp.

- -------------------, -------------------, -------------------------. 2010. Carnivorous Plants and their Habitats vol. 2. Redfern Natural History Product. RU, 719 pp.

- f.s. Mey, m. Catalano, c. Clarke, alastair s. Robinson, a. Fleischmann, s. McPherson. 2010. Nepenthes holdenii (Nepenthaceae), a new species of pyrophytic pitcher plant from the Cardamom Mountains of Cambodia. — PDF In: S.R. McPherson Carnivorous Plants and their Habitats vol. 2. Redfern Natural History Product. Poole. pp. 1306–1331

- s. McPherson, j. Cervancia, c. Lee, m. Jaunzems, a. Fleischmann, f. Mey, e. Gironella, alastair s. Robinson. 2010. Nepenthes palawanensis (Nepenthaceae), a new pitcher plant species from Sultan Peak, Palawan Island, Philippines. En: S.R. McPherson Carnivorous Plants and their Habitats. Redfern Natural History Product. Ltd., Poole. pp. 1332–1339

- -----------------, --------------, ---------, -------------, -------------------, --------, ---------------, -------------. 2010. Nepenthes gantungensis (Nepenthaceae), a new pitcher plant species from Mount Gantung, Palawan, Philippines. En: S.R. McPherson Carnivorous Plants and their Habitats. Redfern Natural History Product. Ltd., Poole. pp. 1286–1295

- alastair s. Robinson, et al.. 2009. A spectacular new species of Nepenthes L. (Nepenthaceae) pitcher plant from central Palawan, Philippines (enlace roto disponible en Internet Archive; véase el historial, la primera versión y la última).. Bot. J. Linn. Soc. 159(2): 195–202

- stewart McPherson, alastair s. Robinson, andreas Fleischmann. 2009. Pitcher plants of the Old World. Vol. 2. Ed. ilustrada de Redfern Natural History Productions, 1.399 pp. ISBN 0955891833

- La abreviatura «A.S.Rob.» se emplea para indicar a Alastair Robinson como autoridad en la descripción y clasificación científica de los vegetales.[3]